# عامریه (جولان)
عامریه از روستاهای شهرستان خشنیه در استان قنیطره است. این منطقه در بلندی‌های جولان در جنوب باختری سوریه جای گرفته‌است. امروزه در دست اسرائیل است.